# Acordulecera sonoita
Acordulecera sonoita es una especie de mosca del género Acordulecera, familia Pergidae. Fue descrita por David Smith en 2010. Se encuentra en Arizona, Estados Unidos. La localidad tipo es Sonoita en el condado de Santa Cruz, al sur de Arizona, a una altitud de 1535 m sobre el nivel del mar.